# 연음표
연음표(連音標)는 가곡과 같은 성악곡의 사설에다 그 가락의 억양, 음높이, 길이, 기타 음악적인 표현 따위를 표시하는 기호를 덧붙이는 기보법이다. 이는 노래를 배운 사람이 가락을 기억하기 위하여 표시하는 기호이므로 음높이나 길이를 자세히 나타내지 못한다는 단점을 가지고 있다.